# Walporzheimer Kräuterberg
Der Walporzheimer Kräuterberg ist eine Einzellage im deutschen Weinbaugebiet Ahr und gilt als gute Lage in der Gemeinde Walporzheim. Sie ist Teil der Großlage Klosterberg im Bereich Walporzheim/Ahrtal. Der Kräuterberg umschließt die Spitzenlage Walporzheimer Gärkammer. Die Rebflächen liegen auf einer Höhe von 110 bis 180 Metern über NHN.
Der Name dieser Einzellage ist von den dort früher wachsenden Kräutern abgeleitet.
Mit 5,15 Hektar Rebfläche handelt es sich um eine kleine Einzellage, da gemäß der Definition einer Einzellage nach dem deutschen Weingesetz aus dem Jahr 1971 die Mindestgröße bei fünf Hektar liegt.
Die nach Süd bis Südost ausgerichtete Steillage auf Schieferverwitterungs-Boden mit Grauwacke und Gehängelehm ist fast ausschließlich mit der Rebsorte Spätburgunder (Anteil 90 %) bestockt. Ergänzt wird der Rebbestand durch fünf Prozent Dornfelder und fünf Prozent Müller-Thurgau. Die noch Anfang der 1970er Jahre beliebte Blaue-Portugieser-Rebe ist völlig verschwunden.
Von der ausgewiesenen Fläche sind zurzeit ca. drei Hektar bestockt.